# Championship League 2022/23
Die BetVictor Championship League 2022/23 war ein Einladungsturnier der Snooker-Saison 2022/23. Die acht Gruppenrunden wurden verteilt auf vier Termine zwischen dem 19. Dezember 2022 und dem 2. März 2023 gespielt. Zum vierten Mal in Folge und zum fünften Mal insgesamt wurde in der Morningside Arena von Leicester gespielt.
Die letzte Championship League, allerdings in einem anderen Format und als Weltranglistenturnier, hatte im Sommer 2022 Luca Brecel gewonnen. Beim Einladungsturnier im selben Modus vor einem Jahr war John Higgins der Sieger gewesen. Der Schotte stand diesmal erneut im Finale und holte sich mit 3:1 über Judd Trump erneut den Titel. Mit seinem insgesamt vierten Sieg wurde er zum alleinigen Rekordtitelträger des Turniers.

## Preisgeld
Da es sich bei der Championship League um ein Einladungsturnier handelte, zählte das Preisgeld nicht für die Snookerweltrangliste. Die Prämienverteilung und -höhe war in diesem Format im Wesentlichen seit der Erstausgabe des Turniers 2008 gleich geblieben.
| Gruppen 1–7                            | Preisgeld |
| -------------------------------------- | --------- |
| Sieger                                 | 3.000 £   |
| Finalist                               | 2.000 £   |
| Halbfinalist                           | 1.000 £   |
| Prämie pro Framegewinn (K.-o.-Phase)   | 300 £     |
| Prämie pro Framegewinn (Gruppenspiele) | 100 £     |
| Höchstes Break                         | 500 £     |

| Winners’ Group                         | Preisgeld |
| -------------------------------------- | --------- |
| Turniersieger                          | 10.000 £  |
| Finalist                               | 5.000 £   |
| Halbfinalist                           | 3.000 £   |
| Prämie pro Framegewinn (K.-o.-Phase)   | 300 £     |
| Prämie pro Framegewinn (Gruppenspiele) | 200 £     |
| Höchstes Break                         | 1.000 £   |

## Qualifikationsgruppen
In jeder der sieben Gruppen traten sieben Spieler im Round-Robin-Modus gegeneinander an. Die ersten vier Spieler jeder Gruppe qualifizierten sich für eine K.-o.-Phase, in der der Gruppensieger bestimmt wurde. Nur dieser qualifizierte sich für die abschließende Winners’ Group. Die in der K.-o.-Phase unterlegenen Spieler sowie der auf Rang 5 platzierte Spieler traten in der folgenden Gruppe wieder an. Die beiden Gruppenletzten schieden aus dem Turnier aus.

### Gruppe 1
Die Spiele der ersten Gruppe fanden am 19. und 20. Dezember 2022 statt. Sieger und damit erster Teilnehmer der Winners’ Group wurde der Engländer Jack Lisowski. Ali Carter und Jimmy Robertson schieden dagegen aus dem Turnier aus.

#### Gruppenspiele
| Spiel | Spieler 1       | Ergebnis | Spieler 2       |
| ----- | --------------- | -------- | --------------- |
| 1     | Jack Lisowski   | 13:13    | Jimmy Robertson |
| 2     | Ryan Day        | 23:23    | Jordan Brown    |
| 3     | Jack Lisowski   | 13:13    | Ali Carter      |
| 4     | Stuart Bingham  | 32:32    | Matthew Selt    |
| 5     | Jimmy Robertson | 31:31    | Ryan Day        |
| 6     | Ali Carter      | 30:30    | Matthew Selt    |
| 7     | Jack Lisowski   | 31:31    | Ryan Day        |
| 8     | Jordan Brown    | 13:13    | Stuart Bingham  |
| 9     | Ryan Day        | 23:23    | Ali Carter      |
| 10    | Jimmy Robertson | 32:32    | Jordan Brown    |
| 11    | Ali Carter      | 03:03    | Stuart Bingham  |
| 12    | Jack Lisowski   | 03:03    | Matthew Selt    |

| Spiel | Spieler 1       | Ergebnis | Spieler 2       |
| ----- | --------------- | -------- | --------------- |
| 1     | Jack Lisowski   | 13:13    | Jimmy Robertson |
| 2     | Ryan Day        | 23:23    | Jordan Brown    |
| 3     | Jack Lisowski   | 13:13    | Ali Carter      |
| 4     | Stuart Bingham  | 32:32    | Matthew Selt    |
| 5     | Jimmy Robertson | 31:31    | Ryan Day        |
| 6     | Ali Carter      | 30:30    | Matthew Selt    |
| 7     | Jack Lisowski   | 31:31    | Ryan Day        |
| 8     | Jordan Brown    | 13:13    | Stuart Bingham  |
| 9     | Ryan Day        | 23:23    | Ali Carter      |
| 10    | Jimmy Robertson | 32:32    | Jordan Brown    |
| 11    | Ali Carter      | 03:03    | Stuart Bingham  |
| 12    | Jack Lisowski   | 03:03    | Matthew Selt    |

| Spiel | Spieler 1       | Ergebnis | Spieler 2      |
| ----- | --------------- | -------- | -------------- |
| 13    | Jordan Brown    | 31:31    | Matthew Selt   |
| 14    | Jimmy Robertson | 32:32    | Stuart Bingham |
| 15    | Jordan Brown    | 23:23    | Ali Carter     |
| 16    | Stuart Bingham  | 13:13    | Ryan Day       |
| 17    | Jimmy Robertson | 31:31    | Ali Carter     |
| 18    | Ryan Day        | 23:23    | Matthew Selt   |
| 19    | Jack Lisowski   | 31:31    | Stuart Bingham |
| 20    | Jimmy Robertson | 13:13    | Matthew Selt   |
| 21    | Jack Lisowski   | 31:31    | Jordan Brown   |

| Spiel | Spieler 1       | Ergebnis | Spieler 2      |
| ----- | --------------- | -------- | -------------- |
| 13    | Jordan Brown    | 31:31    | Matthew Selt   |
| 14    | Jimmy Robertson | 32:32    | Stuart Bingham |
| 15    | Jordan Brown    | 23:23    | Ali Carter     |
| 16    | Stuart Bingham  | 13:13    | Ryan Day       |
| 17    | Jimmy Robertson | 31:31    | Ali Carter     |
| 18    | Ryan Day        | 23:23    | Matthew Selt   |
| 19    | Jack Lisowski   | 31:31    | Stuart Bingham |
| 20    | Jimmy Robertson | 13:13    | Matthew Selt   |
| 21    | Jack Lisowski   | 31:31    | Jordan Brown   |

#### Tabelle
| Pos. | Spieler         | Gegner | Gegner | Gegner | Gegner | Gegner | Gegner | Gegner | Partien | Frames | Punkte | Preisgeld NB |
| ---- | --------------- | ------ | ------ | ------ | ------ | ------ | ------ | ------ | ------- | ------ | ------ | ------------ |
| Pos. | Spieler         | DAY    | BRO    | LIS    | SLT    | BIN    | CAR    | JRO    | Partien | Frames | Punkte | Preisgeld NB |
| 1    | Ryan Day        |        | 3:2    | 3:1    | 3:2    | 1:3    | 3:2    | 3:1    | 5:1     | 16:11  | 5      | 3200 £       |
| 2    | Jordan Brown    | 2:3    |        | 3:1    | 1:3    | 3:1    | 3:2    | 3:2    | 4:2     | 15:12  | 4      | 3100 £       |
| 3    | Jack Lisowski   | 1:3    | 1:3    |        | 3:0    | 1:3    | 3:1    | 3:1    | 3:3     | 12:11  | 3      | 6000 £       |
| 4    | Matthew Selt    | 2:3    | 3:1    | 0:3    |        | 3:2    | 3:0    | 1:3    | 3:3     | 12:12  | 3      | 4400 £       |
| 5    | Stuart Bingham  | 3:1    | 1:3    | 3:1    | 2:3    |        | 0:3    | 3:2    | 3:3     | 12:13  | 3      | 1200 £       |
| 6    | Ali Carter      | 2:3    | 2:3    | 1:3    | 0:3    | 3:0    |        | 3:1    | 2:4     | 11:13  | 2      | 1100 £       |
| 7    | Jimmy Robertson | 1:3    | 2:3    | 1:3    | 3:1    | 2:3    | 1:3    |        | 1:5     | 10:16  | 1      | 001500 £ HB  |

Qualifikation für das Halbfinale der Gruppe 1
Qualifikation für Gruppe 2

#### K.-o.-Phase
|  | Halbfinale Best of 5 Frames | Halbfinale Best of 5 Frames | Halbfinale Best of 5 Frames |  |  | Finale Best of 5 Frames | Finale Best of 5 Frames | Finale Best of 5 Frames |
|  |                             |                             |                             |  |  |                         |                         |                         |
|  |                             |                             |                             |  |  |                         |                         |                         |
|  | 1                           | Ryan Day                    | 2                           |  |  |                         |                         |                         |
|  | 4                           | Matthew Selt                | 3                           |  |  |                         |                         |                         |
|  |                             |                             |                             |  |  | 4                       | Matthew Selt            | 1                       |
|  |                             |                             |                             |  |  | 3                       | Jack Lisowski           | 3                       |
|  | 2                           | Jordan Brown                | 2                           |  |  |                         |                         |                         |
|  | 3                           | Jack Lisowski               | 3                           |  |  |                         |                         |                         |
|  |                             |                             |                             |  |  |                         |                         |                         |

### Gruppe 2
Die Spiele der Gruppe 2 wurden am 21. und 22. Dezember 2022 ausgetragen. Vier Spieler aus Gruppe 1 bekamen eine zweite Chance, neu hinzu kamen Barry Hawkins, Jamie Jones und Robert Milkins. Gruppensieger wurde Stuart Bingham. Ryan Day und Barry Hawkins schieden endgültig aus.

#### Gruppenspiele
| Spiel | Spieler 1      | Ergebnis | Spieler 2      |
| ----- | -------------- | -------- | -------------- |
| 1     | Barry Hawkins  | 31:31    | Ryan Day       |
| 2     | Jamie Jones    | 13:13    | Stuart Bingham |
| 3     | Barry Hawkins  | 30:30    | Jordan Brown   |
| 4     | Robert Milkins | 23:23    | Matthew Selt   |
| 5     | Ryan Day       | 03:03    | Jamie Jones    |
| 6     | Jordan Brown   | 30:30    | Matthew Selt   |
| 7     | Barry Hawkins  | 03:03    | Jamie Jones    |
| 8     | Stuart Bingham | 31:31    | Robert Milkins |
| 9     | Jamie Jones    | 30:30    | Jordan Brown   |
| 10    | Stuart Bingham | 23:23    | Ryan Day       |
| 11    | Jordan Brown   | 13:13    | Robert Milkins |
| 12    | Barry Hawkins  | 31:31    | Matthew Selt   |

| Spiel | Spieler 1      | Ergebnis | Spieler 2      |
| ----- | -------------- | -------- | -------------- |
| 1     | Barry Hawkins  | 31:31    | Ryan Day       |
| 2     | Jamie Jones    | 13:13    | Stuart Bingham |
| 3     | Barry Hawkins  | 30:30    | Jordan Brown   |
| 4     | Robert Milkins | 23:23    | Matthew Selt   |
| 5     | Ryan Day       | 03:03    | Jamie Jones    |
| 6     | Jordan Brown   | 30:30    | Matthew Selt   |
| 7     | Barry Hawkins  | 03:03    | Jamie Jones    |
| 8     | Stuart Bingham | 31:31    | Robert Milkins |
| 9     | Jamie Jones    | 30:30    | Jordan Brown   |
| 10    | Stuart Bingham | 23:23    | Ryan Day       |
| 11    | Jordan Brown   | 13:13    | Robert Milkins |
| 12    | Barry Hawkins  | 31:31    | Matthew Selt   |

| Spiel | Spieler 1      | Ergebnis | Spieler 2      |
| ----- | -------------- | -------- | -------------- |
| 13    | Stuart Bingham | 30:30    | Matthew Selt   |
| 14    | Ryan Day       | 32:32    | Robert Milkins |
| 15    | Stuart Bingham | 13:13    | Jordan Brown   |
| 16    | Barry Hawkins  | 32:32    | Robert Milkins |
| 17    | Ryan Day       | 31:31    | Jordan Brown   |
| 18    | Jamie Jones    | 23:23    | Matthew Selt   |
| 19    | Robert Milkins | 32:32    | Jamie Jones    |
| 20    | Barry Hawkins  | 31:31    | Stuart Bingham |
| 21    | Ryan Day       | 30:30    | Matthew Selt   |

| Spiel | Spieler 1      | Ergebnis | Spieler 2      |
| ----- | -------------- | -------- | -------------- |
| 13    | Stuart Bingham | 30:30    | Matthew Selt   |
| 14    | Ryan Day       | 32:32    | Robert Milkins |
| 15    | Stuart Bingham | 13:13    | Jordan Brown   |
| 16    | Barry Hawkins  | 32:32    | Robert Milkins |
| 17    | Ryan Day       | 31:31    | Jordan Brown   |
| 18    | Jamie Jones    | 23:23    | Matthew Selt   |
| 19    | Robert Milkins | 32:32    | Jamie Jones    |
| 20    | Barry Hawkins  | 31:31    | Stuart Bingham |
| 21    | Ryan Day       | 30:30    | Matthew Selt   |

#### Tabelle
| Pos. | Spieler        | Gegner | Gegner | Gegner | Gegner | Gegner | Gegner | Gegner | Partien | Frames | Punkte | Preisgeld NB |
| ---- | -------------- | ------ | ------ | ------ | ------ | ------ | ------ | ------ | ------- | ------ | ------ | ------------ |
| Pos. | Spieler        | SLT    | MIL    | BRO    | BIN    | JON    | DAY    | HAW    | Partien | Frames | Punkte | Preisgeld NB |
| 1    | Matthew Selt   |        | 2:3    | 3:0    | 3:0    | 2:3    | 3:0    | 3:1    | 4:2     | 16:7   | 4      | 3200 £       |
| 2    | Robert Milkins | 3:2    |        | 1:3    | 3:1    | 2:3    | 3:2    | 3:2    | 4:2     | 15:13  | 4      | 4700 £       |
| 3    | Jordan Brown   | 0:3    | 3:1    |        | 1:3    | 3:0    | 3:1    | 3:0    | 4:2     | 13:8   | 4      | 2900 £       |
| 4    | Stuart Bingham | 0:3    | 1:3    | 3:1    |        | 1:3    | 3:2    | 3:1    | 3:3     | 11:13  | 3      | 006400 £ HB  |
| 5    | Jamie Jones    | 3:2    | 3:2    | 0:3    | 3:1    |        | 0:3    | 0:3    | 3:3     | 9:14   | 3      | 0900 £       |
| 6    | Ryan Day       | 0:3    | 2:3    | 1:3    | 2:3    | 3:0    |        | 3:1    | 2:4     | 11:13  | 2      | 1100 £       |
| 7    | Barry Hawkins  | 1:3    | 2:3    | 0:3    | 1:3    | 3:0    | 1:3    |        | 1:5     | 8:15   | 1      | 0800 £       |

Qualifikation für das Halbfinale der Gruppe 2
Qualifikation für Gruppe 3

#### K.-o.-Phase
|  | Halbfinale Best of 5 Frames | Halbfinale Best of 5 Frames | Halbfinale Best of 5 Frames |  |  | Finale Best of 5 Frames | Finale Best of 5 Frames | Finale Best of 5 Frames |
|  |                             |                             |                             |  |  |                         |                         |                         |
|  |                             |                             |                             |  |  |                         |                         |                         |
|  | 1                           | Matthew Selt                | 2                           |  |  |                         |                         |                         |
|  | 4                           | Stuart Bingham              | 3                           |  |  |                         |                         |                         |
|  |                             |                             |                             |  |  | 4                       | Stuart Bingham          | 3                       |
|  |                             |                             |                             |  |  | 2                       | Robert Milkins          | 1                       |
|  | 2                           | Robert Milkins              | 3                           |  |  |                         |                         |                         |
|  | 3                           | Jordan Brown                | 2                           |  |  |                         |                         |                         |
|  |                             |                             |                             |  |  |                         |                         |                         |

### Gruppe 3
Die Partien der Gruppe 3 fanden am 3. und 4. Januar 2023 statt. Das Teilnehmerfeld wurde um Mark Selby, Ricky Walden und Kyren Wilson erweitert. Walden gewann die Gruppenrunde, Wilson setzte sich aber in den K.-o.-Spielen durch und erreichte damit die Winners’ Group. Jordan Brown und Jamie Jones mussten sich nur aufgrund der schlechteren Frameverhältnisse aus dem Turnier verabschieden.

#### Gruppenspiele
| Spiel | Spieler 1    | Ergebnis | Spieler 2      |
| ----- | ------------ | -------- | -------------- |
| 1     | Mark Selby   | 32:32    | Matthew Selt   |
| 2     | Ricky Walden | 13:13    | Jamie Jones    |
| 3     | Mark Selby   | 13:13    | Jordan Brown   |
| 4     | Kyren Wilson | 13:13    | Robert Milkins |
| 5     | Ricky Walden | 13:13    | Matthew Selt   |
| 6     | Jordan Brown | 31:31    | Robert Milkins |
| 7     | Mark Selby   | 13:13    | Ricky Walden   |
| 8     | Kyren Wilson | 13:13    | Jamie Jones    |
| 9     | Ricky Walden | 23:23    | Jordan Brown   |
| 10    | Matthew Selt | 23:23    | Jamie Jones    |
| 11    | Kyren Wilson | 32:32    | Jordan Brown   |
| 12    | Mark Selby   | 23:23    | Robert Milkins |

| Spiel | Spieler 1    | Ergebnis | Spieler 2      |
| ----- | ------------ | -------- | -------------- |
| 1     | Mark Selby   | 32:32    | Matthew Selt   |
| 2     | Ricky Walden | 13:13    | Jamie Jones    |
| 3     | Mark Selby   | 13:13    | Jordan Brown   |
| 4     | Kyren Wilson | 13:13    | Robert Milkins |
| 5     | Ricky Walden | 13:13    | Matthew Selt   |
| 6     | Jordan Brown | 31:31    | Robert Milkins |
| 7     | Mark Selby   | 13:13    | Ricky Walden   |
| 8     | Kyren Wilson | 13:13    | Jamie Jones    |
| 9     | Ricky Walden | 23:23    | Jordan Brown   |
| 10    | Matthew Selt | 23:23    | Jamie Jones    |
| 11    | Kyren Wilson | 32:32    | Jordan Brown   |
| 12    | Mark Selby   | 23:23    | Robert Milkins |

| Spiel | Spieler 1    | Ergebnis | Spieler 2      |
| ----- | ------------ | -------- | -------------- |
| 13    | Kyren Wilson | 13:13    | Matthew Selt   |
| 14    | Jamie Jones  | 30:30    | Robert Milkins |
| 15    | Kyren Wilson | 30:30    | Ricky Walden   |
| 16    | Jordan Brown | 31:31    | Jamie Jones    |
| 17    | Ricky Walden | 13:13    | Robert Milkins |
| 18    | Jordan Brown | 03:03    | Matthew Selt   |
| 19    | Mark Selby   | 32:32    | Kyren Wilson   |
| 20    | Mark Selby   | 31:31    | Jamie Jones    |
| 21    | Matthew Selt | 13:13    | Robert Milkins |

| Spiel | Spieler 1    | Ergebnis | Spieler 2      |
| ----- | ------------ | -------- | -------------- |
| 13    | Kyren Wilson | 13:13    | Matthew Selt   |
| 14    | Jamie Jones  | 30:30    | Robert Milkins |
| 15    | Kyren Wilson | 30:30    | Ricky Walden   |
| 16    | Jordan Brown | 31:31    | Jamie Jones    |
| 17    | Ricky Walden | 13:13    | Robert Milkins |
| 18    | Jordan Brown | 03:03    | Matthew Selt   |
| 19    | Mark Selby   | 32:32    | Kyren Wilson   |
| 20    | Mark Selby   | 31:31    | Jamie Jones    |
| 21    | Matthew Selt | 13:13    | Robert Milkins |

#### Tabelle
| Pos. | Spieler        | Gegner | Gegner | Gegner | Gegner | Gegner | Gegner | Gegner | Partien | Frames | Punkte | Preisgeld NB |
| ---- | -------------- | ------ | ------ | ------ | ------ | ------ | ------ | ------ | ------- | ------ | ------ | ------------ |
| Pos. | Spieler        | SLB    | SLT    | WAL    | JON    | BRO    | KWI    | MIL    | Partien | Frames | Punkte | Preisgeld NB |
| 1    | Ricky Walden   |        | 3:0    | 1:3    | 3:1    | 3:1    | 3:2    | 3:1    | 5:1     | 16:8   | 5      | 3200 £       |
| 2    | Kyren Wilson   | 0:3    |        | 3:2    | 3:1    | 3:1    | 2:3    | 3:1    | 4:2     | 14:11  | 4      | 006700 £ HB  |
| 3    | Mark Selby     | 3:1    | 2:3    |        | 2:3    | 3:2    | 3:1    | 1:3    | 3:3     | 14:13  | 3      | 3000 £       |
| 4    | Matthew Selt   | 1:3    | 1:3    | 3:2    |        | 3:1    | 0:3    | 3:2    | 3:3     | 11:14  | 3      | 4600 £       |
| 5    | Robert Milkins | 1:3    | 1:3    | 2:3    | 1:3    |        | 3:1    | 3:0    | 2:4     | 11:13  | 2      | 1100 £       |
| 6    | Jordan Brown   | 2:3    | 3:2    | 1:3    | 3:0    | 1:3    |        | 1:3    | 2:4     | 11:14  | 2      | 1100 £       |
| 7    | Jamie Jones    | 1:3    | 1:3    | 3:1    | 2:3    | 0:3    | 3:1    |        | 2:4     | 10:14  | 2      | 1000 £       |

Qualifikation für das Halbfinale der Gruppe 3
Qualifikation für Gruppe 4

#### K.-o.-Phase
|  | Halbfinale Best of 5 Frames | Halbfinale Best of 5 Frames | Halbfinale Best of 5 Frames |  |  | Finale Best of 5 Frames | Finale Best of 5 Frames | Finale Best of 5 Frames |
|  |                             |                             |                             |  |  |                         |                         |                         |
|  |                             |                             |                             |  |  |                         |                         |                         |
|  | 1                           | Ricky Walden                | 2                           |  |  |                         |                         |                         |
|  | 4                           | Matthew Selt                | 3                           |  |  |                         |                         |                         |
|  |                             |                             |                             |  |  | 4                       | Matthew Selt            | 2                       |
|  |                             |                             |                             |  |  | 2                       | Kyren Wilson            | 3                       |
|  | 2                           | Kyren Wilson                | 3                           |  |  |                         |                         |                         |
|  | 3                           | Mark Selby                  | 2                           |  |  |                         |                         |                         |
|  |                             |                             |                             |  |  |                         |                         |                         |

### Gruppe 4
Die Partien der Gruppe 4 fanden am 5. und 6. Januar 2023 statt. John Higgins, Judd Trump und Gary Wilson wurden für die freien Gruppenplätze eingeladen. Higgins gewann die Gruppenphase, verlor aber das Ausscheidungsfinale gegen Judd Trump, der damit im ersten Anlauf die Winners’ Group erreichte. Neben Gary Wilson schied Ricky Walden endgültig aus.

#### Gruppenspiele
| Spiel | Spieler 1    | Ergebnis | Spieler 2      |
| ----- | ------------ | -------- | -------------- |
| 1     | Judd Trump   | 03:03    | Ricky Walden   |
| 2     | Gary Wilson  | 32:32    | Robert Milkins |
| 3     | Judd Trump   | 03:03    | Mark Selby     |
| 4     | John Higgins | 13:13    | Matthew Selt   |
| 5     | Gary Wilson  | 23:23    | Ricky Walden   |
| 6     | Mark Selby   | 03:03    | Matthew Selt   |
| 7     | Judd Trump   | 13:13    | Gary Wilson    |
| 8     | John Higgins | 23:23    | Robert Milkins |
| 9     | Gary Wilson  | 31:31    | Mark Selby     |
| 10    | Ricky Walden | 32:32    | Robert Milkins |
| 11    | John Higgins | 13:13    | Mark Selby     |
| 12    | Judd Trump   | 31:31    | Matthew Selt   |

| Spiel | Spieler 1    | Ergebnis | Spieler 2      |
| ----- | ------------ | -------- | -------------- |
| 1     | Judd Trump   | 03:03    | Ricky Walden   |
| 2     | Gary Wilson  | 32:32    | Robert Milkins |
| 3     | Judd Trump   | 03:03    | Mark Selby     |
| 4     | John Higgins | 13:13    | Matthew Selt   |
| 5     | Gary Wilson  | 23:23    | Ricky Walden   |
| 6     | Mark Selby   | 03:03    | Matthew Selt   |
| 7     | Judd Trump   | 13:13    | Gary Wilson    |
| 8     | John Higgins | 23:23    | Robert Milkins |
| 9     | Gary Wilson  | 31:31    | Mark Selby     |
| 10    | Ricky Walden | 32:32    | Robert Milkins |
| 11    | John Higgins | 13:13    | Mark Selby     |
| 12    | Judd Trump   | 31:31    | Matthew Selt   |

| Spiel | Spieler 1      | Ergebnis | Spieler 2      |
| ----- | -------------- | -------- | -------------- |
| 13    | John Higgins   | 31:31    | Ricky Walden   |
| 14    | Robert Milkins | 30:30    | Matthew Selt   |
| 15    | John Higgins   | 03:03    | Gary Wilson    |
| 16    | Mark Selby     | 31:31    | Robert Milkins |
| 17    | Gary Wilson    | 32:32    | Matthew Selt   |
| 18    | Mark Selby     | 13:13    | Ricky Walden   |
| 19    | Judd Trump     | 32:32    | John Higgins   |
| 20    | Judd Trump     | 03:03    | Robert Milkins |
| 21    | Ricky Walden   | 03:03    | Matthew Selt   |

| Spiel | Spieler 1      | Ergebnis | Spieler 2      |
| ----- | -------------- | -------- | -------------- |
| 13    | John Higgins   | 31:31    | Ricky Walden   |
| 14    | Robert Milkins | 30:30    | Matthew Selt   |
| 15    | John Higgins   | 03:03    | Gary Wilson    |
| 16    | Mark Selby     | 31:31    | Robert Milkins |
| 17    | Gary Wilson    | 32:32    | Matthew Selt   |
| 18    | Mark Selby     | 13:13    | Ricky Walden   |
| 19    | Judd Trump     | 32:32    | John Higgins   |
| 20    | Judd Trump     | 03:03    | Robert Milkins |
| 21    | Ricky Walden   | 03:03    | Matthew Selt   |

#### Tabelle
| Pos. | Spieler        | Gegner | Gegner | Gegner | Gegner | Gegner | Gegner | Gegner | Partien | Frames | Punkte | Preisgeld NB |
| ---- | -------------- | ------ | ------ | ------ | ------ | ------ | ------ | ------ | ------- | ------ | ------ | ------------ |
| Pos. | Spieler        | HIG    | TRU    | SLB    | MIL    | SLT    | WAL    | GWI    | Partien | Frames | Punkte | Preisgeld NB |
| 1    | John Higgins   |        | 3:2    | 3:1    | 3:2    | 3:1    | 1:3    | 3:0    | 5:1     | 16:9   | 5      | 005300 £ HB  |
| 2    | Judd Trump     | 2:3    |        | 3:0    | 3:0    | 1:3    | 3:0    | 3:1    | 4:2     | 15:7   | 4      | 6300 £       |
| 3    | Mark Selby     | 1:3    | 0:3    |        | 1:3    | 3:0    | 3:1    | 3:1    | 3:3     | 11:11  | 3      | 2700 £       |
| 4    | Robert Milkins | 2:3    | 0:3    | 3:1    |        | 0:3    | 3:2    | 3:2    | 3:3     | 11:14  | 3      | 2400 £       |
| 5    | Matthew Selt   | 1:3    | 3:1    | 0:3    | 3:0    |        | 0:3    | 3:2    | 3:3     | 10:12  | 3      | 1000 £       |
| 6    | Ricky Walden   | 3:1    | 0:3    | 1:3    | 2:3    | 3:0    |        | 2:3    | 2:4     | 11:13  | 2      | 1100 £       |
| 7    | Gary Wilson    | 0:3    | 1:3    | 1:3    | 2:3    | 2:3    | 3:2    |        | 1:5     | 9:17   | 1      | 900 £        |

Qualifikation für das Halbfinale der Gruppe 4
Qualifikation für Gruppe 5

#### K.-o.-Phase
|  | Halbfinale Best of 5 Frames | Halbfinale Best of 5 Frames | Halbfinale Best of 5 Frames |  |  | Finale Best of 5 Frames | Finale Best of 5 Frames | Finale Best of 5 Frames |
|  |                             |                             |                             |  |  |                         |                         |                         |
|  |                             |                             |                             |  |  |                         |                         |                         |
|  | 1                           | John Higgins                | 3                           |  |  |                         |                         |                         |
|  | 4                           | Robert Milkins              | 1                           |  |  |                         |                         |                         |
|  |                             |                             |                             |  |  | 1                       | John Higgins            | 1                       |
|  |                             |                             |                             |  |  | 2                       | Judd Trump              | 3                       |
|  | 2                           | Judd Trump                  | 3                           |  |  |                         |                         |                         |
|  | 3                           | Mark Selby                  | 2                           |  |  |                         |                         |                         |
|  |                             |                             |                             |  |  |                         |                         |                         |

### Gruppe 5
Die Partien der Gruppe 5 fanden am 7. und 8. Februar 2023 statt. Durch die Absage von Mark Selby wurde ein weiterer Platz in der Gruppe frei. Die vier nachrückenden Spieler waren David Gilbert, Neil Robertson, Noppon Saengkham und Xiao Guodong. In der ausgeglichensten Gruppe rettete sich John Higgins denkbar knapp aufgrund der mehr gewonnenen Frames in die K.-o.-Runde, die er dann aber mit nur einem Frameverlust gewann. Für Gilbert und Saengkham endete das Turnier wieder nach nur einem Auftritt.

#### Gruppenspiele
| Spiel | Spieler 1        | Ergebnis | Spieler 2      |
| ----- | ---------------- | -------- | -------------- |
| 1     | Neil Robertson   | 03:03    | Robert Milkins |
| 2     | David Gilbert    | 30:30    | Matthew Selt   |
| 3     | Neil Robertson   | 31:31    | Xiao Guodong   |
| 4     | Noppon Saengkham | 32:32    | John Higgins   |
| 5     | David Gilbert    | 32:32    | Robert Milkins |
| 6     | Xiao Guodong     | 13:13    | John Higgins   |
| 7     | Neil Robertson   | 03:03    | David Gilbert  |
| 8     | Noppon Saengkham | 31:31    | Matthew Selt   |
| 9     | David Gilbert    | 23:23    | Xiao Guodong   |
| 10    | Robert Milkins   | 30:30    | Matthew Selt   |
| 11    | Noppon Saengkham | 32:32    | Xiao Guodong   |
| 12    | Neil Robertson   | 23:23    | John Higgins   |

| Spiel | Spieler 1        | Ergebnis | Spieler 2      |
| ----- | ---------------- | -------- | -------------- |
| 1     | Neil Robertson   | 03:03    | Robert Milkins |
| 2     | David Gilbert    | 30:30    | Matthew Selt   |
| 3     | Neil Robertson   | 31:31    | Xiao Guodong   |
| 4     | Noppon Saengkham | 32:32    | John Higgins   |
| 5     | David Gilbert    | 32:32    | Robert Milkins |
| 6     | Xiao Guodong     | 13:13    | John Higgins   |
| 7     | Neil Robertson   | 03:03    | David Gilbert  |
| 8     | Noppon Saengkham | 31:31    | Matthew Selt   |
| 9     | David Gilbert    | 23:23    | Xiao Guodong   |
| 10    | Robert Milkins   | 30:30    | Matthew Selt   |
| 11    | Noppon Saengkham | 32:32    | Xiao Guodong   |
| 12    | Neil Robertson   | 23:23    | John Higgins   |

| Spiel | Spieler 1        | Ergebnis | Spieler 2        |
| ----- | ---------------- | -------- | ---------------- |
| 13    | Noppon Saengkham | 30:30    | Robert Milkins   |
| 14    | John Higgins     | 13:13    | Matthew Selt     |
| 15    | Noppon Saengkham | 13:13    | David Gilbert    |
| 16    | Xiao Guodong     | 03:03    | Matthew Selt     |
| 17    | David Gilbert    | 13:13    | John Higgins     |
| 18    | Xiao Guodong     | 31:31    | Robert Milkins   |
| 19    | Neil Robertson   | 31:31    | Noppon Saengkham |
| 20    | Neil Robertson   | 32:32    | Matthew Selt     |
| 21    | John Higgins     | 23:23    | Robert Milkins   |

| Spiel | Spieler 1        | Ergebnis | Spieler 2        |
| ----- | ---------------- | -------- | ---------------- |
| 13    | Noppon Saengkham | 30:30    | Robert Milkins   |
| 14    | John Higgins     | 13:13    | Matthew Selt     |
| 15    | Noppon Saengkham | 13:13    | David Gilbert    |
| 16    | Xiao Guodong     | 03:03    | Matthew Selt     |
| 17    | David Gilbert    | 13:13    | John Higgins     |
| 18    | Xiao Guodong     | 31:31    | Robert Milkins   |
| 19    | Neil Robertson   | 31:31    | Noppon Saengkham |
| 20    | Neil Robertson   | 32:32    | Matthew Selt     |
| 21    | John Higgins     | 23:23    | Robert Milkins   |

#### Tabelle
| Pos. | Spieler          | Gegner | Gegner | Gegner | Gegner | Gegner | Gegner | Gegner | Partien | Frames | Punkte | Preisgeld NB |
| ---- | ---------------- | ------ | ------ | ------ | ------ | ------ | ------ | ------ | ------- | ------ | ------ | ------------ |
| Pos. | Spieler          | XIA    | SLT    | ROB    | HIG    | MIL    | SAE    | GIL    | Partien | Frames | Punkte | Preisgeld NB |
| 1    | Xiao Guodong     |        | 3:0    | 3:1    | 3:1    | 1:3    | 3:2    | 2:3    | 4:2     | 15:10  | 4      | 2500 £       |
| 2    | Matthew Selt     | 0:3    |        | 3:2    | 1:3    | 3:0    | 3:1    | 3:0    | 4:2     | 13:9   | 4      | 4500 £       |
| 3    | Neil Robertson   | 1:3    | 2:3    |        | 3:2    | 3:0    | 1:3    | 3:0    | 3:3     | 13:11  | 3      | 003150 £ HB  |
| 4    | John Higgins     | 1:3    | 3:1    | 2:3    |        | 3:2    | 3:2    | 1:3    | 3:3     | 13:14  | 3      | 6100 £       |
| 5    | Robert Milkins   | 3:1    | 0:3    | 0:3    | 2:3    |        | 3:0    | 3:2    | 3:3     | 11:12  | 3      | 001350 £ HB  |
| 6    | Noppon Saengkham | 2:3    | 1:3    | 3:1    | 2:3    | 0:3    |        | 3:1    | 2:4     | 11:14  | 2      | 1100 £       |
| 7    | David Gilbert    | 3:2    | 0:3    | 0:3    | 3:1    | 2:3    | 1:3    |        | 2:4     | 9:15   | 2      | 900 £        |

Qualifikation für das Halbfinale der Gruppe 5
Qualifikation für Gruppe 6

#### K.-o.-Phase
|  | Halbfinale Best of 5 Frames | Halbfinale Best of 5 Frames | Halbfinale Best of 5 Frames |  |  | Finale Best of 5 Frames | Finale Best of 5 Frames | Finale Best of 5 Frames |
|  |                             |                             |                             |  |  |                         |                         |                         |
|  |                             |                             |                             |  |  |                         |                         |                         |
|  | 1                           | Xiao Guodong                | 0                           |  |  |                         |                         |                         |
|  | 4                           | John Higgins                | 3                           |  |  |                         |                         |                         |
|  |                             |                             |                             |  |  | 4                       | John Higgins            | 3                       |
|  |                             |                             |                             |  |  | 2                       | Matthew Selt            | 1                       |
|  | 2                           | Matthew Selt                | 3                           |  |  |                         |                         |                         |
|  | 3                           | Neil Robertson              | 2                           |  |  |                         |                         |                         |
|  |                             |                             |                             |  |  |                         |                         |                         |

### Gruppe 6
Die Partien der Gruppe 6 fanden am 9. und 10. Februar 2023 statt. Zhou Yuelong, Joe Perry und Anthony McGill stiegen in dieser Runde ins Turnier ein. Für Perry und McGill blieb es die einzige Chance im Turnier, sie schieden als Gruppenletzte aus. Hingegen gelang Neil Robertson in seinem zweiten Anlauf der Einzug in die Finalgruppe. Am ersten Tag hatte er noch alle Spiele verloren, dafür aber am zweiten Tag alle Spiele gewonnen.

#### Gruppenspiele
| Spiel | Spieler 1      | Ergebnis | Spieler 2      |
| ----- | -------------- | -------- | -------------- |
| 1     | Anthony McGill | 03:03    | Neil Robertson |
| 2     | Zhou Yuelong   | 23:23    | Xiao Guodong   |
| 3     | Joe Perry      | 30:30    | Matthew Selt   |
| 4     | Anthony McGill | 31:31    | Xiao Guodong   |
| 5     | Zhou Yuelong   | 23:23    | Neil Robertson |
| 6     | Xiao Guodong   | 31:31    | Matthew Selt   |
| 7     | Anthony McGill | 03:03    | Zhou Yuelong   |
| 8     | Joe Perry      | 23:23    | Robert Milkins |
| 9     | Zhou Yuelong   | 23:23    | Robert Milkins |
| 10    | Neil Robertson | 32:32    | Robert Milkins |
| 11    | Joe Perry      | 30:30    | Xiao Guodong   |
| 12    | Anthony McGill | 32:32    | Matthew Selt   |

| Spiel | Spieler 1      | Ergebnis | Spieler 2      |
| ----- | -------------- | -------- | -------------- |
| 1     | Anthony McGill | 03:03    | Neil Robertson |
| 2     | Zhou Yuelong   | 23:23    | Xiao Guodong   |
| 3     | Joe Perry      | 30:30    | Matthew Selt   |
| 4     | Anthony McGill | 31:31    | Xiao Guodong   |
| 5     | Zhou Yuelong   | 23:23    | Neil Robertson |
| 6     | Xiao Guodong   | 31:31    | Matthew Selt   |
| 7     | Anthony McGill | 03:03    | Zhou Yuelong   |
| 8     | Joe Perry      | 23:23    | Robert Milkins |
| 9     | Zhou Yuelong   | 23:23    | Robert Milkins |
| 10    | Neil Robertson | 32:32    | Robert Milkins |
| 11    | Joe Perry      | 30:30    | Xiao Guodong   |
| 12    | Anthony McGill | 32:32    | Matthew Selt   |

| Spiel | Spieler 1      | Ergebnis | Spieler 2      |
| ----- | -------------- | -------- | -------------- |
| 13    | Joe Perry      | 32:32    | Neil Robertson |
| 14    | Robert Milkins | 31:31    | Matthew Selt   |
| 15    | Joe Perry      | 32:32    | Zhou Yuelong   |
| 16    | Xiao Guodong   | 23:23    | Robert Milkins |
| 17    | Zhou Yuelong   | 30:30    | Matthew Selt   |
| 18    | Xiao Guodong   | 32:32    | Neil Robertson |
| 19    | Anthony McGill | 31:31    | Joe Perry      |
| 20    | Anthony McGill | 32:32    | Robert Milkins |
| 21    | Neil Robertson | 13:13    | Matthew Selt   |

| Spiel | Spieler 1      | Ergebnis | Spieler 2      |
| ----- | -------------- | -------- | -------------- |
| 13    | Joe Perry      | 32:32    | Neil Robertson |
| 14    | Robert Milkins | 31:31    | Matthew Selt   |
| 15    | Joe Perry      | 32:32    | Zhou Yuelong   |
| 16    | Xiao Guodong   | 23:23    | Robert Milkins |
| 17    | Zhou Yuelong   | 30:30    | Matthew Selt   |
| 18    | Xiao Guodong   | 32:32    | Neil Robertson |
| 19    | Anthony McGill | 31:31    | Joe Perry      |
| 20    | Anthony McGill | 32:32    | Robert Milkins |
| 21    | Neil Robertson | 13:13    | Matthew Selt   |

#### Tabelle
| Pos. | Spieler        | Gegner | Gegner | Gegner | Gegner | Gegner | Gegner | Gegner | Partien | Frames | Punkte | Preisgeld NB |
| ---- | -------------- | ------ | ------ | ------ | ------ | ------ | ------ | ------ | ------- | ------ | ------ | ------------ |
| Pos. | Spieler        | SLT    | ZHO    | XIA    | ROB    | MIL    | MCG    | PER    | Partien | Frames | Punkte | Preisgeld NB |
| 1    | Matthew Selt   |        | 3:0    | 3:1    | 1:3    | 3:1    | 3:2    | 3:0    | 5:1     | 16:7   | 5      | 003700 £ HB  |
| 2    | Zhou Yuelong   | 0:3    |        | 3:2    | 3:2    | 3:2    | 0:3    | 3:2    | 4:2     | 12:11  | 4      | 4400 £       |
| 3    | Xiao Guodong   | 1:3    | 2:3    |        | 2:3    | 3:2    | 3:1    | 3:0    | 3:3     | 14:12  | 3      | 3000 £       |
| 4    | Neil Robertson | 3:1    | 2:3    | 3:2    |        | 2:3    | 0:3    | 3:2    | 3:3     | 13:14  | 3      | 6100 £       |
| 5    | Robert Milkins | 1:3    | 2:3    | 2:3    | 3:2    |        | 3:2    | 2:3    | 2:4     | 13:16  | 2      | 1300 £       |
| 6    | Anthony McGill | 2:3    | 3:0    | 1:3    | 3:0    | 2:3    |        | 1:3    | 2:4     | 12:12  | 2      | 1200 £       |
| 7    | Joe Perry      | 0:3    | 2:3    | 0:3    | 2:3    | 3:2    | 3:1    |        | 2:4     | 10:15  | 2      | 1000 £       |

Qualifikation für das Halbfinale der Gruppe 6
Qualifikation für Gruppe 7

#### K.-o.-Phase
|  | Halbfinale Best of 5 Frames | Halbfinale Best of 5 Frames | Halbfinale Best of 5 Frames |  |  | Finale Best of 5 Frames | Finale Best of 5 Frames | Finale Best of 5 Frames |
|  |                             |                             |                             |  |  |                         |                         |                         |
|  |                             |                             |                             |  |  |                         |                         |                         |
|  | 1                           | Matthew Selt                | 2                           |  |  |                         |                         |                         |
|  | 4                           | Neil Robertson              | 3                           |  |  |                         |                         |                         |
|  |                             |                             |                             |  |  | 4                       | Neil Robertson          | 3                       |
|  |                             |                             |                             |  |  | 2                       | Zhou Yuelong            | 1                       |
|  | 2                           | Zhou Yuelong                | 3                           |  |  |                         |                         |                         |
|  | 3                           | Xiao Guodong                | 2                           |  |  |                         |                         |                         |
|  |                             |                             |                             |  |  |                         |                         |                         |

### Gruppe 7
Mit den Partien der Gruppe 7 am 27. und 28. Februar 2023 endete die Qualifikationsphase für die Winners’ Group des Turniers. Weder Ronnie O’Sullivan noch Shaun Murphy, der am 26. Februar die Players Championship gewonnen hatte, traten an, obwohl sie lange als Teilnehmer angekündigt worden waren. Auch Robert Milkins nahm trotz Qualifikation in Gruppe 6 seine letzte Chance nicht wahr. Dafür kamen vier neue Spieler hinzu: Lü Haotian, Stephen Maguire, Graeme Dott und Tom Ford. Bis auf Ford schafften es auch alle ins Halbfinale, Sieger und damit letzter Qualifikant für die Winners’ Group wurde aber der vierte Halbfinalist, der Chinese Xiao Guodong.

#### Gruppenspiele
| Spiel | Spieler 1       | Ergebnis | Spieler 2       |
| ----- | --------------- | -------- | --------------- |
| 1     | Lü Haotian      | 03:03    | Matthew Selt    |
| 2     | Stephen Maguire | 32:32    | Graeme Dott     |
| 3     | Lü Haotian      | 31:31    | Xiao Guodong    |
| 4     | Tom Ford        | 13:13    | Zhou Yuelong    |
| 5     | Stephen Maguire | 13:13    | Matthew Selt    |
| 6     | Xiao Guodong    | 32:32    | Zhou Yuelong    |
| 7     | Lü Haotian      | 31:31    | Stephen Maguire |
| 8     | Tom Ford        | 32:32    | Graeme Dott     |
| 9     | Stephen Maguire | 13:13    | Xiao Guodong    |
| 10    | Matthew Selt    | 30:30    | Graeme Dott     |
| 11    | Tom Ford        | 32:32    | Xiao Guodong    |
| 12    | Lü Haotian      | 23:23    | Zhou Yuelong    |

| Spiel | Spieler 1       | Ergebnis | Spieler 2       |
| ----- | --------------- | -------- | --------------- |
| 1     | Lü Haotian      | 03:03    | Matthew Selt    |
| 2     | Stephen Maguire | 32:32    | Graeme Dott     |
| 3     | Lü Haotian      | 31:31    | Xiao Guodong    |
| 4     | Tom Ford        | 13:13    | Zhou Yuelong    |
| 5     | Stephen Maguire | 13:13    | Matthew Selt    |
| 6     | Xiao Guodong    | 32:32    | Zhou Yuelong    |
| 7     | Lü Haotian      | 31:31    | Stephen Maguire |
| 8     | Tom Ford        | 32:32    | Graeme Dott     |
| 9     | Stephen Maguire | 13:13    | Xiao Guodong    |
| 10    | Matthew Selt    | 30:30    | Graeme Dott     |
| 11    | Tom Ford        | 32:32    | Xiao Guodong    |
| 12    | Lü Haotian      | 23:23    | Zhou Yuelong    |

| Spiel | Spieler 1       | Ergebnis | Spieler 2       |
| ----- | --------------- | -------- | --------------- |
| 13    | Tom Ford        | 30:30    | Matthew Selt    |
| 14    | Graeme Dott     | 23:23    | Zhou Yuelong    |
| 15    | Tom Ford        | 23:23    | Stephen Maguire |
| 16    | Xiao Guodong    | 31:31    | Graeme Dott     |
| 17    | Stephen Maguire | 13:13    | Zhou Yuelong    |
| 18    | Xiao Guodong    | 13:13    | Matthew Selt    |
| 19    | Lü Haotian      | 13:13    | Tom Ford        |
| 20    | Lü Haotian      | 13:13    | Graeme Dott     |
| 21    | Matthew Selt    | 30:30    | Zhou Yuelong    |

| Spiel | Spieler 1       | Ergebnis | Spieler 2       |
| ----- | --------------- | -------- | --------------- |
| 13    | Tom Ford        | 30:30    | Matthew Selt    |
| 14    | Graeme Dott     | 23:23    | Zhou Yuelong    |
| 15    | Tom Ford        | 23:23    | Stephen Maguire |
| 16    | Xiao Guodong    | 31:31    | Graeme Dott     |
| 17    | Stephen Maguire | 13:13    | Zhou Yuelong    |
| 18    | Xiao Guodong    | 13:13    | Matthew Selt    |
| 19    | Lü Haotian      | 13:13    | Tom Ford        |
| 20    | Lü Haotian      | 13:13    | Graeme Dott     |
| 21    | Matthew Selt    | 30:30    | Zhou Yuelong    |

#### Tabelle
| Pos. | Spieler         | Gegner | Gegner | Gegner | Gegner | Gegner | Gegner | Gegner | Partien | Frames | Punkte | Preisgeld NB |
| ---- | --------------- | ------ | ------ | ------ | ------ | ------ | ------ | ------ | ------- | ------ | ------ | ------------ |
| Pos. | Spieler         | DOT    | MCG    | LÜH    | XIA    | ZHO    | FOR    | SLT    | Partien | Frames | Punkte | Preisgeld NB |
| 1    | Graeme Dott     |        | 3:2    | 1:3    | 3:1    | 3:2    | 3:2    | 3:0    | 16:10   | 5:1    | 5      | 003400 £ HB  |
| 2    | Stephen Maguire | 2:3    |        | 3:1    | 3:1    | 3:1    | 2:3    | 3:1    | 16:10   | 4:2    | 4      | 2600 £       |
| 3    | Lü Haotian      | 3:1    | 1:3    |        | 1:3    | 3:2    | 3:1    | 3:0    | 14:10   | 4:2    | 4      | 4900 £       |
| 4    | Xiao Guodong    | 1:3    | 1:3    | 3:1    |        | 2:3    | 3:2    | 3:1    | 13:13   | 3:3    | 3      | 6100 £       |
| 5    | Zhou Yuelong    | 2:3    | 1:3    | 2:3    | 3:2    |        | 1:3    | 3:0    | 12:14   | 2:4    | 2      | 1200 £       |
| 6    | Tom Ford        | 2:3    | 3:2    | 1:3    | 2:3    | 3:1    |        | 0:3    | 11:15   | 2:4    | 2      | 1100 £       |
| 7    | Matthew Selt    | 0:3    | 1:3    | 0:3    | 1:3    | 0:3    | 3:0    |        | 5:15    | 1:5    | 1      | 500 £        |

Qualifikation für das Halbfinale der Gruppe 7

#### K.-o.-Phase
|  | Halbfinale Best of 5 Frames | Halbfinale Best of 5 Frames | Halbfinale Best of 5 Frames |  |  | Finale Best of 5 Frames | Finale Best of 5 Frames | Finale Best of 5 Frames |
|  |                             |                             |                             |  |  |                         |                         |                         |
|  |                             |                             |                             |  |  |                         |                         |                         |
|  | 1                           | Graeme Dott                 | 1                           |  |  |                         |                         |                         |
|  | 4                           | Xiao Guodong                | 3                           |  |  |                         |                         |                         |
|  |                             |                             |                             |  |  | 4                       | Xiao Guodong            | 3                       |
|  |                             |                             |                             |  |  | 3                       | Lü Haotian              | 2                       |
|  | 2                           | Stephen Maguire             | 0                           |  |  |                         |                         |                         |
|  | 3                           | Lü Haotian                  | 3                           |  |  |                         |                         |                         |
|  |                             |                             |                             |  |  |                         |                         |                         |

## Winners’ Group

### Gruppenspiele
Die Sieger der sieben Qualifikationsgruppen hatten sich für die Finalrunde in der Morningside Arena von Leicester qualifiziert. In der ersten Phase spielten sie im Round-Robin-Modus um den Einzug ins Halbfinale. Die Spiele fanden am 1. und 2. März statt.
| Spiel | Spieler 1      | Ergebnis | Spieler 2      |
| ----- | -------------- | -------- | -------------- |
| 1     | Neil Robertson | 32:32    | Stuart Bingham |
| 2     | John Higgins   | 30:30    | Kyren Wilson   |
| 3     | Neil Robertson | 13:13    | Jack Lisowski  |
| 4     | Judd Trump     | 13:13    | Xiao Guodong   |
| 5     | John Higgins   | 23:23    | Stuart Bingham |
| 6     | Jack Lisowski  | 13:13    | Xiao Guodong   |
| 7     | Neil Robertson | 23:23    | John Higgins   |
| 8     | Judd Trump     | 13:13    | Kyren Wilson   |
| 9     | John Higgins   | 13:13    | Jack Lisowski  |
| 10    | Kyren Wilson   | 13:13    | Stuart Bingham |
| 11    | Judd Trump     | 13:13    | Jack Lisowski  |
| 12    | Neil Robertson | 30:30    | Xiao Guodong   |

| Spiel | Spieler 1      | Ergebnis | Spieler 2      |
| ----- | -------------- | -------- | -------------- |
| 1     | Neil Robertson | 32:32    | Stuart Bingham |
| 2     | John Higgins   | 30:30    | Kyren Wilson   |
| 3     | Neil Robertson | 13:13    | Jack Lisowski  |
| 4     | Judd Trump     | 13:13    | Xiao Guodong   |
| 5     | John Higgins   | 23:23    | Stuart Bingham |
| 6     | Jack Lisowski  | 13:13    | Xiao Guodong   |
| 7     | Neil Robertson | 23:23    | John Higgins   |
| 8     | Judd Trump     | 13:13    | Kyren Wilson   |
| 9     | John Higgins   | 13:13    | Jack Lisowski  |
| 10    | Kyren Wilson   | 13:13    | Stuart Bingham |
| 11    | Judd Trump     | 13:13    | Jack Lisowski  |
| 12    | Neil Robertson | 30:30    | Xiao Guodong   |

| Spiel | Spieler 1      | Ergebnis | Spieler 2      |
| ----- | -------------- | -------- | -------------- |
| 13    | Judd Trump     | 13:13    | Stuart Bingham |
| 14    | Kyren Wilson   | 13:13    | Xiao Guodong   |
| 15    | Judd Trump     | 32:32    | John Higgins   |
| 16    | Kyren Wilson   | 23:23    | Jack Lisowski  |
| 17    | John Higgins   | 13:13    | Xiao Guodong   |
| 18    | Jack Lisowski  | 13:13    | Stuart Bingham |
| 19    | Neil Robertson | 30:30    | Judd Trump     |
| 20    | Neil Robertson | 23:23    | Kyren Wilson   |
| 21    | Stuart Bingham | 23:23    | Xiao Guodong   |

| Spiel | Spieler 1      | Ergebnis | Spieler 2      |
| ----- | -------------- | -------- | -------------- |
| 13    | Judd Trump     | 13:13    | Stuart Bingham |
| 14    | Kyren Wilson   | 13:13    | Xiao Guodong   |
| 15    | Judd Trump     | 32:32    | John Higgins   |
| 16    | Kyren Wilson   | 23:23    | Jack Lisowski  |
| 17    | John Higgins   | 13:13    | Xiao Guodong   |
| 18    | Jack Lisowski  | 13:13    | Stuart Bingham |
| 19    | Neil Robertson | 30:30    | Judd Trump     |
| 20    | Neil Robertson | 23:23    | Kyren Wilson   |
| 21    | Stuart Bingham | 23:23    | Xiao Guodong   |

### Tabelle
| Pos. | Spieler        | Gegner | Gegner | Gegner | Gegner | Gegner | Gegner | Gegner | Partien | Frames | Punkte | Preisgeld NB |
| ---- | -------------- | ------ | ------ | ------ | ------ | ------ | ------ | ------ | ------- | ------ | ------ | ------------ |
| Pos. | Spieler        | TRU    | KWI    | HIG    | ROB    | LIS    | BIN    | XIA    | Partien | Frames | Punkte | Preisgeld NB |
| 1    | Judd Trump     |        | 3:1    | 2:3    | 3:0    | 3:1    | 3:1    | 3:1    | 17:7    | 5:1    | 5      | 9600 £       |
| 2    | Kyren Wilson   | 1:3    |        | 3:0    | 2:3    | 3:2    | 3:1    | 3:1    | 15:10   | 4:2    | 4      | 6600 £       |
| 3    | John Higgins   | 3:2    | 0:3    |        | 2:3    | 3:1    | 3:2    | 3:1    | 14:12   | 4:2    | 4      | 15600 £ HB   |
| 4    | Neil Robertson | 0:3    | 3:2    | 3:2    |        | 3:1    | 2:3    | 0:3    | 11:14   | 3:3    | 3      | 5200 £       |
| 5    | Jack Lisowski  | 1:3    | 2:3    | 1:3    | 1:3    |        | 3:1    | 3:1    | 11:14   | 2:4    | 2      | 2200 £       |
| 6    | Stuart Bingham | 1:3    | 1:3    | 2:3    | 3:2    | 1:3    |        | 3:2    | 11:16   | 2:4    | 2      | 2200 £       |
| 7    | Xiao Guodong   | 1:3    | 1:3    | 1:3    | 3:0    | 1:3    | 2:3    |        | 9:15    | 1:5    | 1      | 1800 £       |

Qualifikation für das Halbfinale der Winners’ Group

### K.-o.-Phase
Die Besten 4 der Gruppenphase spielten am 2. März in zwei Ausscheidungsrunden den Turniersieger aus.

|  | Halbfinale Best of 5 Frames | Halbfinale Best of 5 Frames | Halbfinale Best of 5 Frames |  |  | Finale Best of 5 Frames | Finale Best of 5 Frames | Finale Best of 5 Frames |
|  |                             |                             |                             |  |  |                         |                         |                         |
|  |                             |                             |                             |  |  |                         |                         |                         |
|  | 1                           | Judd Trump                  | 3                           |  |  |                         |                         |                         |
|  | 4                           | Neil Robertson              | 0                           |  |  |                         |                         |                         |
|  |                             |                             |                             |  |  | 1                       | Judd Trump              | 1                       |
|  |                             |                             |                             |  |  | 3                       | John Higgins            | 3                       |
|  | 2                           | Kyren Wilson                | 2                           |  |  |                         |                         |                         |
|  | 3                           | John Higgins                | 3                           |  |  |                         |                         |                         |
|  |                             |                             |                             |  |  |                         |                         |                         |

### Finale
Judd Trump hatte souverän die Gruppenphase gewonnen, sein einziges verlorenes Spiel war jedoch ausgerechnet das gegen John Higgins. Der Schotte war aber nur ins Finale gekommen, weil er im Halbfinale einen 0:2-Rückstand noch in einen 3:2-Sieg drehen konnte. Mit diesem Schwung holte er den ersten Frame des Abends. Trump glich mit einem Century-Break aus, doch ein weiteres hohes Break brachte Higgins wieder in Führung. Im vierten Frame gelang dem Engländer kein Einstieg, während Higgins in mehreren Aufnahmen die notwendigen Punkte zum 3:1 und damit zum Turniersieg gelangen.
| Finale: Best of 5 Frames Schiedsrichter/in: Rob Spencer Morningside Arena, Leicester, England, 2. März 2023 |                |              |
| Judd Trump                                                                                                  | 1:3            | John Higgins |
| 29:92 (62), 120:0 (100), 14:78 (78), 1:71                                                                   |                |              |
| 100 | Höchstes Break | 78           |
| 1 | Century-Breaks | –            |
| 1 | 50+-Breaks     | 2            |

## Century-Breaks

### Qualifikationsgruppen
Jeder der 27 Teilnehmer erzielte mindestens 1 Century-Break, insgesamt waren es 135. Mit 23 Breaks von 100 oder mehr Punkten stellte Matthew Selt den Turnierrekord von Kyren Wilson aus dem Jahr 2021 ein. 
| Robert Milkins   | 1435, 139, 130, 122, 109, 100                                                                                 |
| Neil Robertson   | 1435, 111, 108, 107, 103, 100                                                                                 |
| Jimmy Robertson  | 1431, 105, 100                                                                                                |
| Stuart Bingham   | 1422, 140, 139, 132, 130, 120, 118, 112, 109, 104, 103, 100                                                   |
| John Higgins     | 1414 (2×), 135, 126, 121, 115, 107                                                                            |
| Matthew Selt     | 141, 1386 (2×), 133, 130, 128, 127 (3×), 126, 123, 117, 111, 110 (2×), 108, 107, 106 (2×), 103, 102, 101 (2×) |
| Graeme Dott      | 1407, 106 |
| Gary Wilson      | 138, 134, 131, 124                                                                                            |
| Ali Carter       | 137, 114 |
| Jordan Brown     | 136, 132, 112                                                                                                 |
| Tom Ford         | 136, 122 |
| Jack Lisowski    | 135, 119, 115, 111, 101                                                                                       |
| Noppon Saengkham | 135, 119, 103                                                                                                 |
| David Gilbert    | 135, 115 |
| Joe Perry        | 134, 108 |
| Kyren Wilson     | 1333, 129, 105, 104                                                                                           |
| Xiao Guodong     | 131 (2×), 122, 118, 117, 113, 110, 109, 105, 102                                                              |
| Lü Haotian       | 130, 128, 116, 106, 100 (2×)                                                                                  |
| Ricky Walden     | 130, 112, 107 (2×), 104                                                                                       |
| Judd Trump       | 129, 122, 108 (2×), 104, 102                                                                                  |
| Jamie Jones      | 128, 120, 117                                                                                                 |
| Mark Selby       | 124, 121, 118                                                                                                 |
| Stephen Maguire  | 124 |
| Anthony McGill   | 123, 112 |
| Zhou Yuelong     | 118, 113, 109                                                                                                 |
| Ryan Day         | 115, 105 (2×), 100 (3×)                                                                                       |
| Xiao Guodong     | 112, 111, 110, 106                                                                                            |

x die hochgestellte Zahl markiert das jeweils höchste Break in Gruppe x

### Winners’ Group
In der finalen Gruppe kamen noch einmal 24 Centurys dazu, an denen alle 7 Spieler beteiligt waren. Der Turniersieger John Higgins erzielte in der Gruppenphase das höchste Break mit 144 Punkten und mit 7 Breaks mit dreistelliger Punktzahl war er in allen Bereichen der erfolgreichste Spieler.
| John Higgins   | 144, 137, 116, 108, 102, 100 (2×) |
| Jack Lisowski  | 142                               |
| Stuart Bingham | 138, 108                          |
| Kyren Wilson   | 137, 112, 104, 103, 101           |
| Xiao Guodong   | 124, 111                          |
| Neil Robertson | 118, 114, 101                     |
| Judd Trump     | 116, 108, 100 (2×)                |